# أياكس أمستردام موسم 2000–01
كان موسم 2000–01 هو الموسم الـ101 لنادي أياكس والموسم الـ45 على التوالي للنادي في الدوري الهولندي.